# Quequén
Quequén é uma cidade da Argentina, localizada na província de Buenos Aires.

## População
A cidade possui uma população de 22.524 pessoas (2015).

## Geografia
Quequén se separa da cidade de Necochea pelo rioQuequén Grande.

## Origem do nome
Quequén deriva da palavra Kem Ken(barrancas altas) no idioma dos povos nativos (het).